# Ami Ōtaki
Ami Ōtaki (大滝 麻未?, Ōtaki Ami; Hiratsuka, 28 luglio 1989) è un'ex calciatrice giapponese, di ruolo attaccante.

## Carriera
Dopo aver iniziato l'attività agonistica in Giappone, Ami Ōtaki si è trasferita in Europa, dove con la maglia dell'Olympique Lione ha conquistato campionato francese, Coppa di Francia, Coppa UEFA e campionato internazionale per club. Tornata in patria nel 2014 ha vinto il campionato giapponese con l'Urawa Reds. Ritornata a disputare il campionato francese, nel 2017 ha deciso di concludere l'attività agonistica per poi tornare sulla sua decisione riprendendo l'attività con lo Yokohama Seagulls.
Ami Ōtaki ha anche indossato la maglia della nazionale giapponese, debuttando in amichevole il 20 giugno 2012 con la Svezia, per poi essere valutata come riserva per essere aggregata alla squadra impegnata al torneo di calcio femminile delle Olimpiadi di Londra 2012. L'anno successivo ha partecipato all'edizione 2013 dell'Algarve Cup dove venne impiegata in due incontri.

## Statistiche

### Cronologia presenze e reti in nazionale
| Cronologia completa delle presenze e delle reti in nazionale ― Giappone | Cronologia completa delle presenze e delle reti in nazionale ― Giappone | Cronologia completa delle presenze e delle reti in nazionale ― Giappone | Cronologia completa delle presenze e delle reti in nazionale ― Giappone | Cronologia completa delle presenze e delle reti in nazionale ― Giappone | Cronologia completa delle presenze e delle reti in nazionale ― Giappone | Cronologia completa delle presenze e delle reti in nazionale ― Giappone | Cronologia completa delle presenze e delle reti in nazionale ― Giappone |
| Data                                                                    | Città                                                                   | In casa                                                                 | Risultato                                                               | Ospiti                                                                  | Competizione                                                            | Reti                                                                    | Note                                                                    |
| ----------------------------------------------------------------------- | ----------------------------------------------------------------------- | ----------------------------------------------------------------------- | ----------------------------------------------------------------------- | ----------------------------------------------------------------------- | ----------------------------------------------------------------------- | ----------------------------------------------------------------------- | ----------------------------------------------------------------------- |
| 20-6-2012                                                               | Göteborg                                                                | Svezia                                                                  | 0 – 1                                                                   | Giappone                                                                | Amichevole                                                              | -                                                                       |                                                                         |
| 6-3-2013                                                                | Algarve                                                                 | Giappone                                                                | 0 – 2                                                                   | Norvegia                                                                | Algarve Cup 2013                                                        | -                                                                       |                                                                         |
| 13-3-2013                                                               | Algarve                                                                 | Giappone                                                                | 1 – 0                                                                   | Cina                                                                    | Algarve Cup 2013                                                        | -                                                                       |                                                                         |
| Totale                                                                  |                                                                         | Presenze                                                                | 3                                                                       |                                                                         | Reti                                                                    | 0                                                                       |                                                                         |

## Palmarès

### Club

#### Competizioni nazionali
- Campionato giapponese: 1

Urawa Reds: 2014
- Campionato francese: 2

Olympique Lione: 2011-2012, 2012-2013
- Coppa di Francia: 2

Olympique Lione: 2011-2012, 2012-2013

#### Competizioni internazionali
- UEFA Women's Champions League: 1

Olympique Lione: 2011-2012
- Coppa del mondo per club: 1

Olympique Lione: 2012